# 猪子清
猪子 清（いのこ きよし）は、但馬豊岡藩の家老。

## 人物
- 豊岡藩主である京極高厚に仕えた家老である。安政年間に用人となり、後に藩校稽古堂の学長を兼任する。幕末の豊岡藩は佐幕派と尊王派が対立したが、清は藩論を尊王でまとめた。慶応4年（1868年）4月に家老・御側年寄役として豊岡藩政を主導し、明治2年（1869年）11月に豊岡藩大参事になる。藩の人材育成のため、藩費による留学制度を創設するなどした。

- 明治27年（1894年）4月8日に死去。享年62。

## 家族
清の長男は京都帝国大学医学部創設に貢献した猪子止戈之助、長女はふて（ふで）で、沖野忠雄の妻。次男が医学博士の猪子吉人である。